# Cour suprême de Finlande
Pour les articles homonymes, voir Cour suprême.

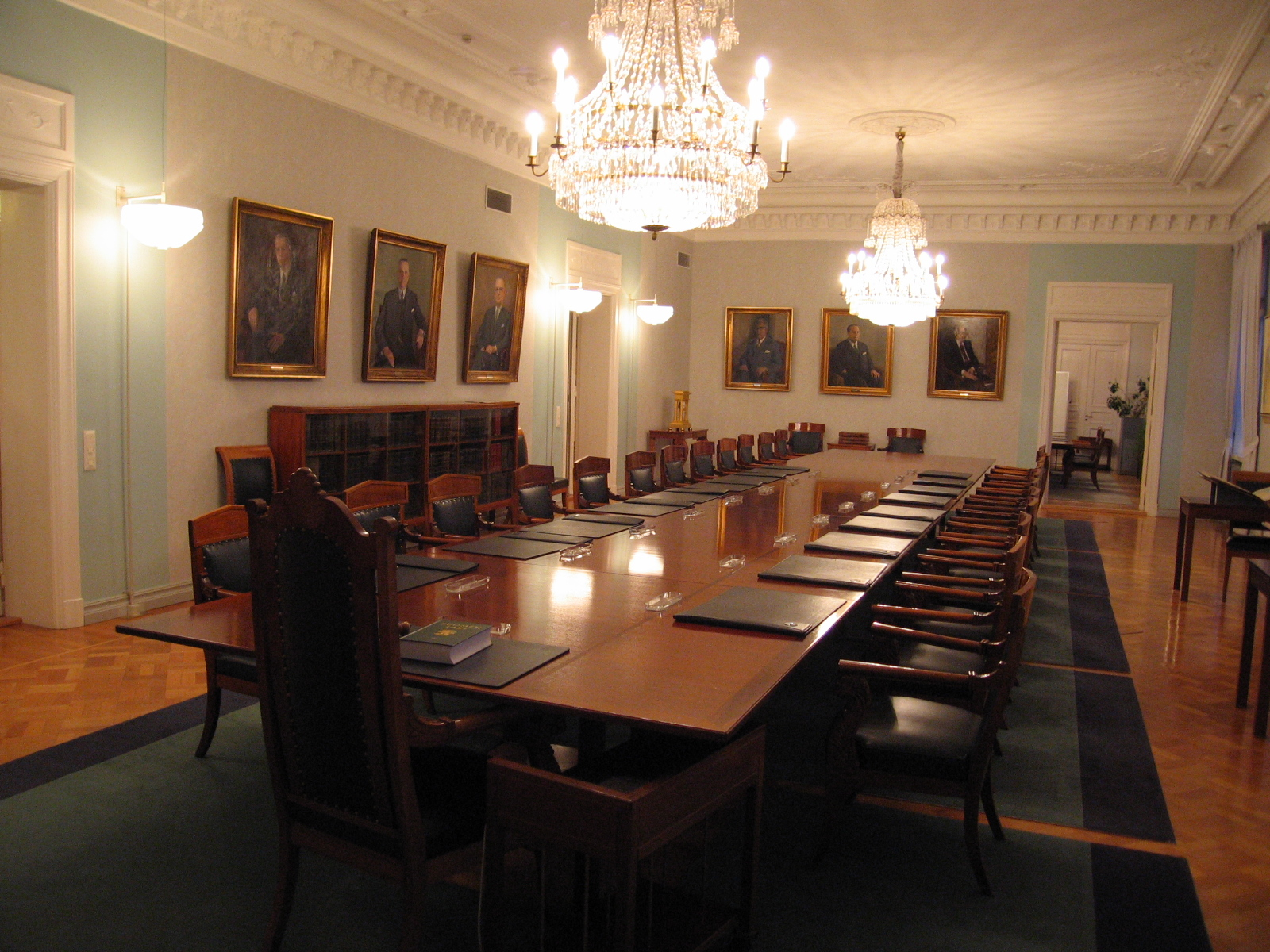
La salle des sessions plénières.

La Cour suprême de Finlande (en finnois : Korkein oikeus (KKO) et en suédois : Högsta domstolen) est un tribunal finlandais.

## Fonction
Sa fonction principale est de guider les cours de rang inférieur pour les futurs jugements sur des questions sur lesquelles la loi ne prévoit pas une réponse claire et de s'assurer que la justice est rendue de façon identique dans tout le pays.  
Selon la Constitution, elle est la juridiction suprême pour les affaires civiles et pénales. 
Les affaires qui relèvent du droit administratif sont de la responsabilité de la Cour administrative suprême de Finlande.

## Membres
Le Président de la Cour suprême et les autres membres de la Cour sont nommés par le Président de la République. Depuis le 1er janvier 2006, le Président de la Cour est Pauliine Koskelo. La cour doit être composée d'au moins 15 membres, ils sont actuellement 18 membres.

## Architecture
Depuis 1934, le bâtiment principal de la Cour suprême de Finlande est situé dans le quartier de Kruununhaka au 3, rue Pohjoisesplanadi. 
Le bâtiment a été construit en 1816 sur les plans de Pehr Granstedt à proximité du Palais présidentiel.

## Sources

## Compléments